# Combin de Boveire
Combin de Boveire är en bergstopp i Schweiz.   Den ligger i distriktet Entremont och kantonen Valais, i den södra delen av landet, 110 km söder om huvudstaden Bern. Toppen på Combin de Boveire är 3 663 meter över havet, eller 253 meter över den omgivande terrängen. Bredden vid basen är 4,4 km.
Terrängen runt Combin de Boveire är huvudsakligen bergig, men den allra närmaste omgivningen är kuperad. Närmaste större samhälle är Bagnes, 13,8 km norr om Combin de Boveire. 
Trakten runt Combin de Boveire består i huvudsak av gräsmarker. Runt Combin de Boveire är det ganska glesbefolkat, med 34 invånare per kvadratkilometer.